# Ljetna palača Paladini u Hvaru
Ljetna palača Paladini je zgrada u gradu Hvaru na adresi Trgu sv. Stjepana 15, 16 i 17 .
To je gotička dvokatna palača na glavnom trgu građena u XV. stoljeću kao ljetna rezidancija obitelji Paladinić. Sagrađena je nasuprot gornjoj palači Paladinić s kojom je bila povezana vratima u gradskim zidinama. Potpuno rekonstruirana 1870. godine, kada je doživjela rekompoziciju glavnog pročelja. Ističe se izvanrednom kamenom plastikom južnog pročelja.

## Zaštita
Pod oznakom Z-6361 zavedena je kao nepokretno kulturno dobro - pojedinačno, pravna statusa zaštićena kulturnog dobra, klasificirano kao "stambene građevine".